# پیتکه‌سیلتا
پیتْکَه‌سیلتا (فنلاندی: [ˈpitkæˌsiltɑ] سوئدی: Långa bron، پل طولانی) پلی در هلسینکی فنلاند است که نواحی کرونون‌هاکا و سیلتاساری را به هم متصل می‌کند. در سال ۱۹۱۲ سازه پل با طراحی معمار فنلاندی Runar Eklund تکمیل شد. پیتْکَه‌سیلتا یکی از شناخته شده‌ترین مکان‌های دیدنی هلسینکی است. نام این پل به اواخر قرن نوزدهم می‌رسد، زمانی که منطقه سیلتاساری هنوز یک جزیره بود.

## پیشینه
اولین پل چوبی بر روی خلیج کایسانیمی در سال ۱۶۵۱ افتتاح شد و به دنبال آن سه پل چوبی دیگر تا سال‌های ۱۹۱۰–۱۹۱۲ ساخته شدند. این پل در نبرد هلسینکی در سال ۱۹۱۸ در جنگ داخلی فنلاند و همچنین در حملات هوایی جنگ جهانی دوم آسیب دید. برخی از علائم هنوز قابل مشاهده است.

## نمادگرایی ملی
پیتْکَه‌سیلتا مرکز شهر هلسینکی را به مناطق کارگری سیلتاساری، کالیو و هاکانیمی متصل می‌کند. برای چندین دهه، پیتْکَه‌سیلتا به عنوان یک تقسیم‌کننده و نمادی از شکاف بین چپ و راست در نظر گرفته می‌شد. در اصطلاح سیاسی فنلاند، مصالحه بین این جناح‌ها هنوز هم گاهی به عنوان «عبور از پیتْکَه‌سیلتا» نامیده می‌شود.